# Евпатра
Евпатра (? - після 61 до н. е.) — Понтійська царівна, дочка Мітрідата VI Євпатора.

## Життєпис
Одна з дочок понтійського царя Мітрідата VI Євпатора; її матір'ю була невідома наложниця.
Під час повстання у Фанагорії разом із чотирма братами: Артаферном, Ксерксом, Дарієм, Оксатром та сестрою Клеопатрою Молодшою знаходилася в обложеній повсталими фортеці. Через підпал бунтівниками найближчих дерев та страху пожежі здалася з братами в полон повсталим. З бунтівного міста врятувалася Клеопатра Молодша, яка чинила опір бунтівникам. Мітрідат відправив флот бірем, і царівна повернулася до батька.
Пізніше її з братами повсталі видали римлянам. Через два роки під час тріумфу Гнєя Помпея Великого в Римі йшла попереду його колісниці з родичами та іншими бранцями.
Подальша її доля невідома.